# Prostoia hallasi
Prostoia hallasi är en bäcksländeart som beskrevs av Boris C. Kondratieff och Kirchner 1984. Prostoia hallasi ingår i släktet Prostoia och familjen kryssbäcksländor. Inga underarter finns listade i Catalogue of Life.